# Col du Grand Colombier

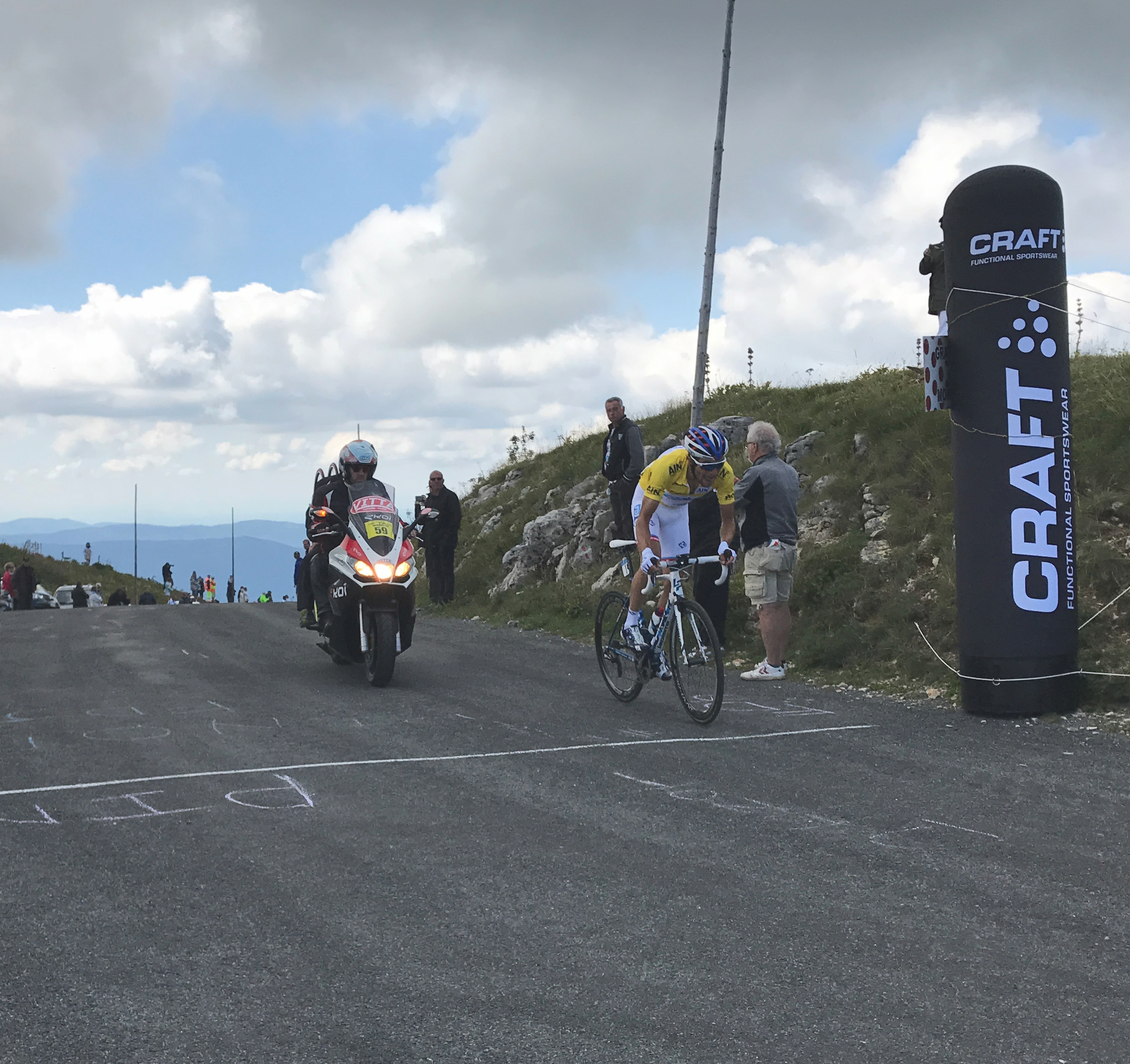
Thibaut Pinot (iklädd den gula ledartröjan) på väg upp till Col du Grand Colombier under etapp fyra av Tour de l'Ain 2017.

Col du Grand Colombier är ett bergspass i de franska Jurabergen i departementet Ain i regionen Auvergne-Rhône-Alpes vid gränsen mellan kommunerna Virieu-le-Petit och Anglefort. Passet, vars krön ligger 1 501 meter över havet mellan topparna Grand Colombier (1 531 m.ö.h) och Croix de Colombier (1 525 m.ö.h.), är tillsammans med Col du Chasseral det högst belägna passet i Jurabergen.
Col du Grand Colombier ingår regelbundet i cykelloppet Tour de l'Ain, men har även ingått i loppen Tour de France, Critérium du Dauphiné och Tour de l'Avenir. 
Col du Grand Colombier skall inte förväxlas med Col de la Colombière i de franska Alperna.

## Vägar
Passet ligger på väg D120 och kan nås på olika sätt.
Västerifrån finns det två olika rutter från Artemare, den ena något kortare, och därmed genomsnittligt brantare, än den andra:
- 15,9 km med 1 245 m höjdskillnad, i genomsnitt 7,8 stigningsprocent och som mest 19 procent.[2]
- 20,5 km med 1 247 m höjdskillnad, i genomsnitt 6,1 stigningsprocent och som mest 19 procent.[3]

Man kan också utgå från Talissieu öster om Artemare (det korta vägvalet är då på 13,6 km med 9,2 procent i genomsnitt och samma 19 procent som mest).
Österifrån kan man nå passet dels från Culoz i sydost, dels från Anglefort i öster:
- Från Culoz: 18,3 km med 1 255 m  höjdskillnad, i genomsnitt 6,9 stigningsprocent och som mest 14 procent.[5]
- Från Anglefort: 15,2 km med 1 205 m  höjdskillnad, i genomsnitt 7,9 stigningsprocent och som mest 14 procent.[6]

## Cykellopp

### Tour de France
Col du Grand Colombier har (till och med 2023) ingått i Tour de France vid fem tillfällen. Först över krönet har då varit:
- 2012, etapp 10 -  Thomas Voeckler
- 2016, etapp 15 -  Rafal Majka
- 2017, etapp  9 -  Warren Barguil
- 2020, etapp 15 -  Tadej Pogačar
- 2023, etapp 13 -  Michał Kwiatkowski

2020 och 2023 var passet etappens slutmål.

### Critérium du Dauphiné
Passet har (till och med 2022) ingått två gånger i Critérium du Dauphiné. Först över krönet:
- 1988, etapp 3 -  Charly Mottet
- 2012, etapp 5 -  Cayetano Sarmiento

### Tour de l'Ain
Första gången Col du Grand Colombier ingick i Tour de l'Ain var 1989 och sedan dess (till och med 2022) har sista etappens mål legat på passets krön åtta gånger. Först över mållinjen vid dessa tillfällen var:
- 1999, etapp 5 -  Christopher Jenner
- 2000, etapp 4 -  Denis Leproux
- 2001, etapp 5 -  David Delrieu
- 2002, etapp 4 -  Marek Rutkiewicz
- 2009, etapp 4 -  Rein Taaramäe
- 2011, etapp 4 -  Thibaut Pinot
- 2019, etapp 3 -  Thibaut Pinot
- 2020, etapp 3 -  Primož Roglič

Därutöver har passet varit mål i andra etapper än den sista. Etappvinnare:
- 1989, etapp ? -  Barne Saint-Georges
- 2005, etapp 3 -  Carl Naibo
- 2007, etapp 3 -  John Gadret

Och dessutom har Col du Grand Colombier passerats under följande etapper. Först över krönet var:
- 2010, etapp 4 -  Thibaut Pinot
- 2016, etapp 4 -  Bart De Clercq
- 2017, etapp 4 -  Thibaut Pinot

## Galleri

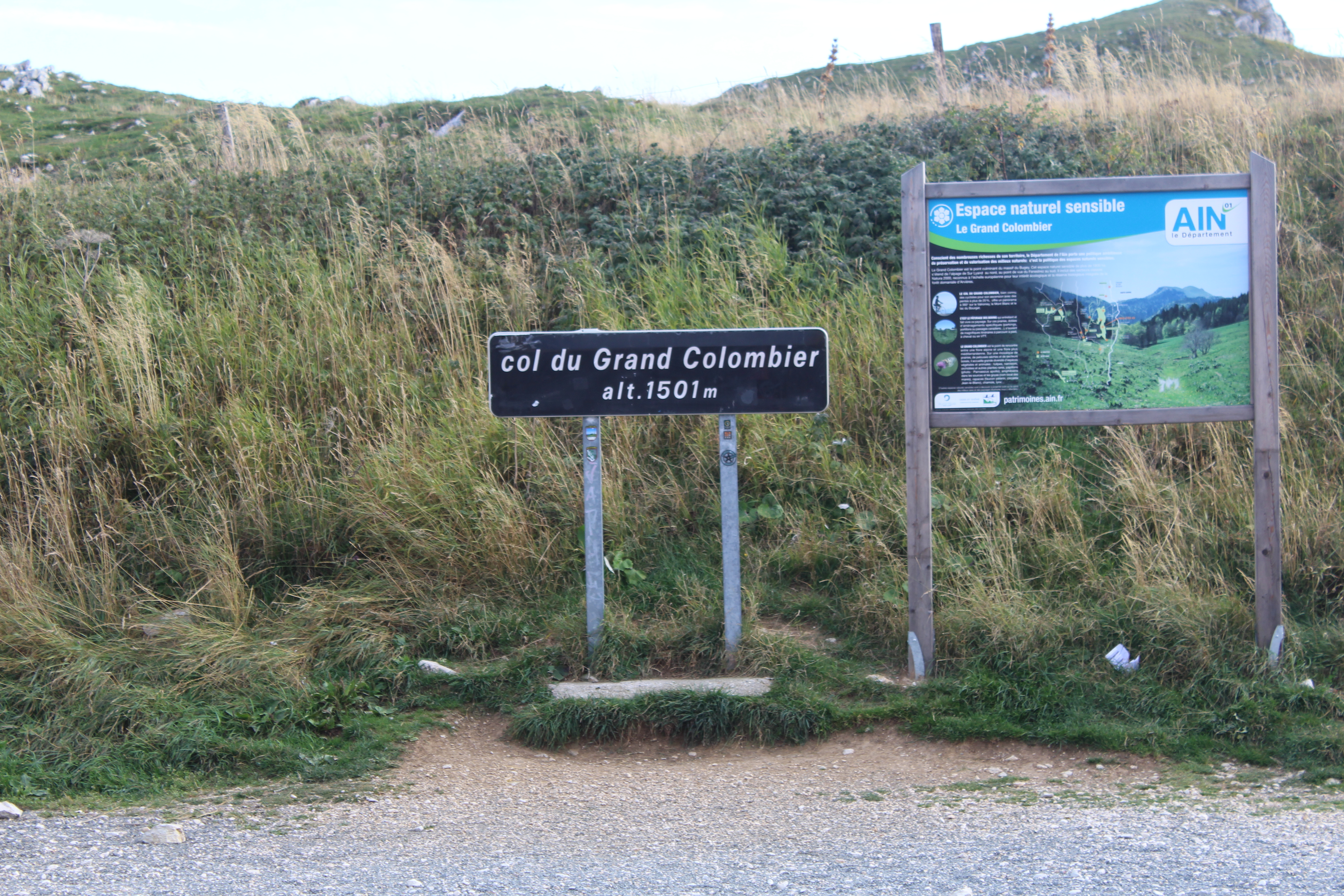
Skylt vid krönet som anger att passet ligger 1 501 m.ö.h..
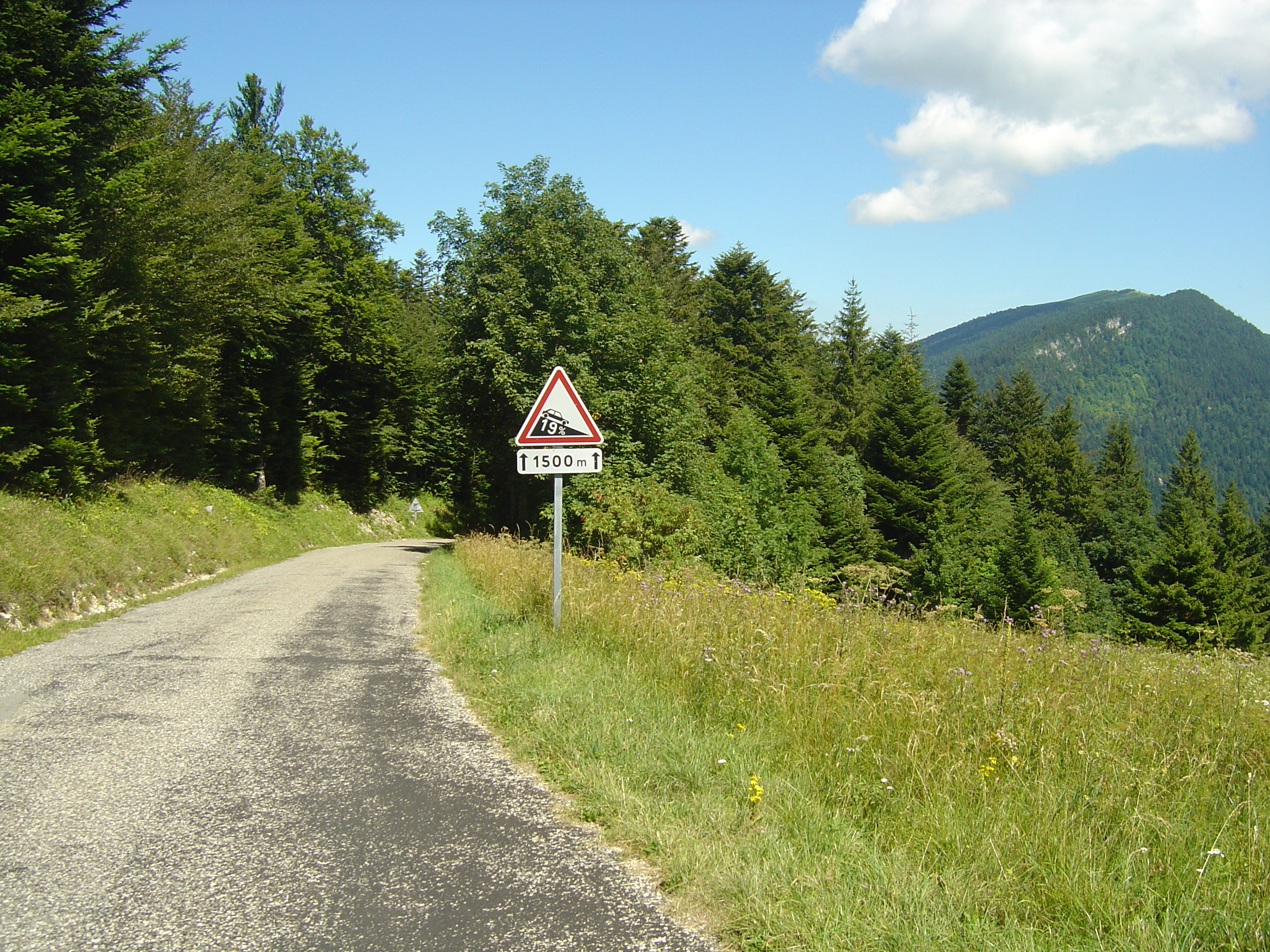
Varningsskylt för 19 procents lutning.
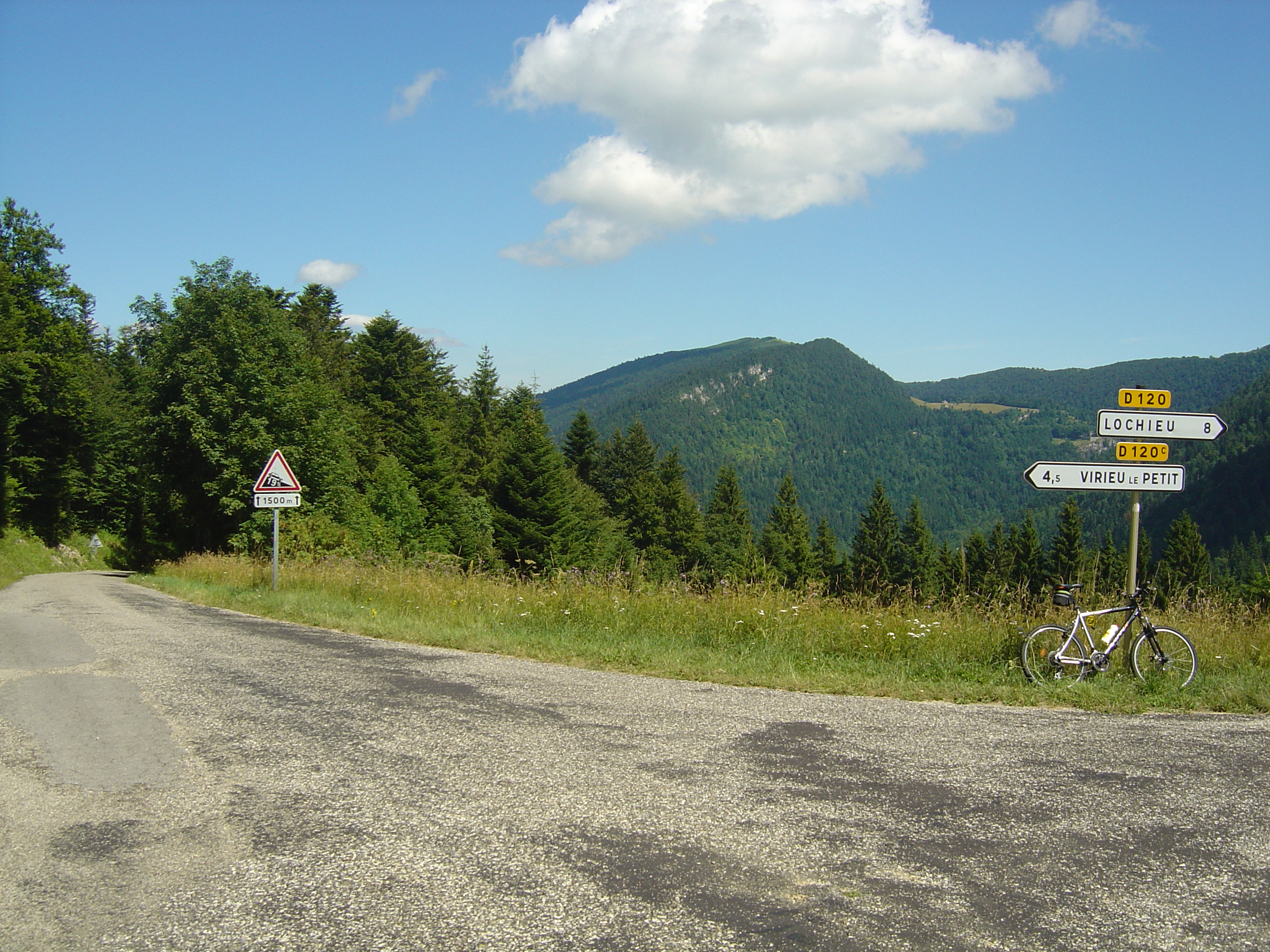
Den branta "genvägen" åt vänster.
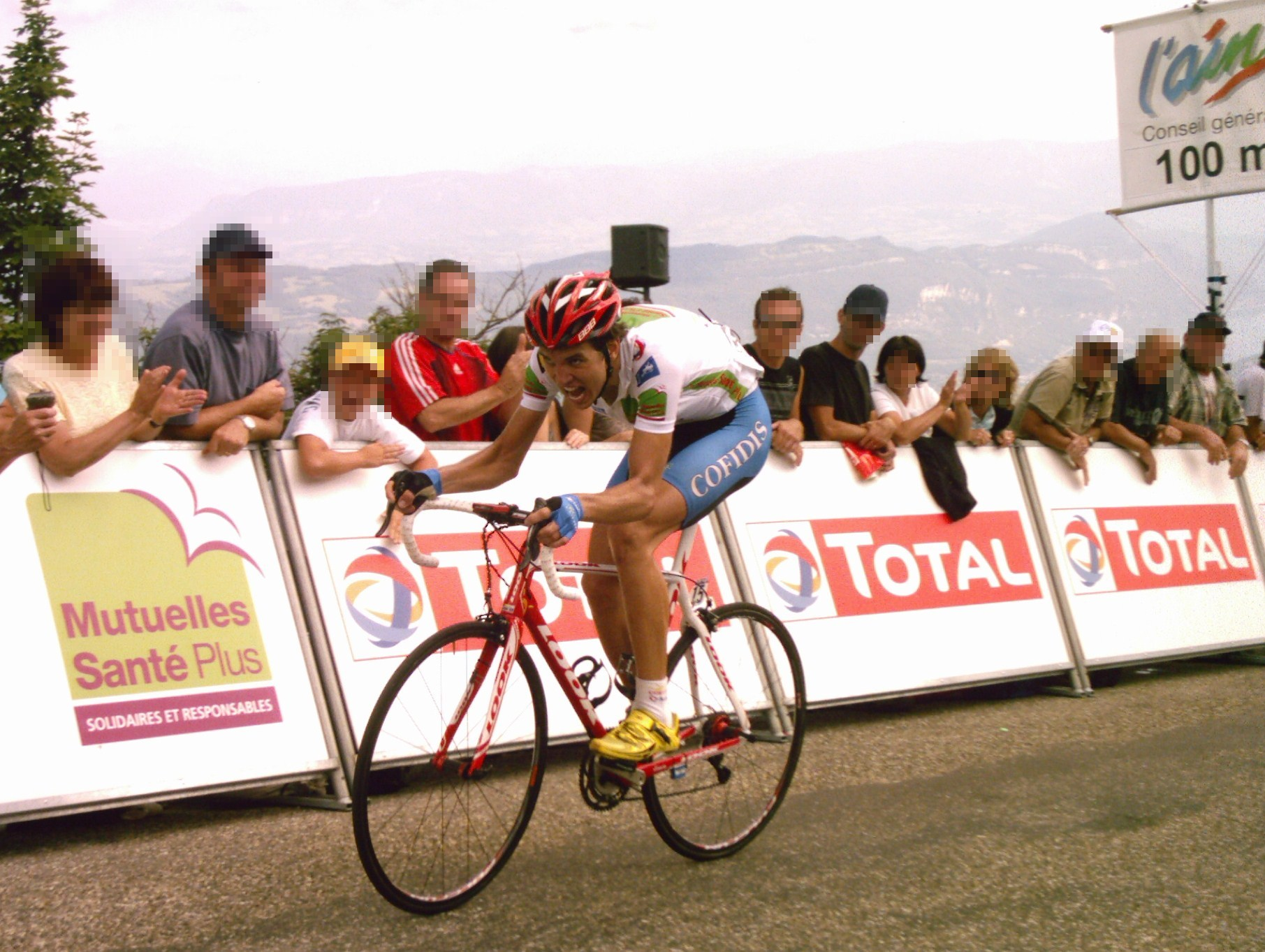
Rein Taaramäe 100 meter före målet på Col du Grand Colombier i etapp 4 av Tour de l'Ain 2009.
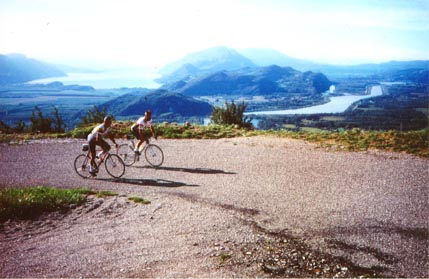
Cyklister på väg upp mot Col du Grand Colombier. Bilden är tagen söderut från bergknallens östsida och till vänster ses Lac du Bourget och till höger Rhône.